# Ermanno II di Lotaringia
Ermanno II di Lotaringia (1049 – Dalhem, 20 settembre 1085) conte palatino di Lotaringia dal 1064, quando raggiunse la maggiore età, fino alla sua morte.

## Biografia
Divenne anche conte di Ruhrgau, Zulpichgau e di Brabante. Era figlio di Enrico I di Lotaringia (†1061) e di Matilde di Verdun (†1060), figlia Gothelo I di Lorena. Apparteneva quindi alla dinastia degli Azzoni.
Nel 1080 sposò Adelaide di Weimar-Orlamünde († 1100), figlia di Ottone I di Meißen, conte di Weimar e margravio di Meißen in Turingia, e vedova di Adalberto II di Ballenstedt, e di Adele di Brabante. Due figli della coppia morirono entrambi nel 1085.
Egli è considerato l'ultimo conte palatino di Lotaringia della dinastia degli Azzoni. Venne ucciso in duello con Alberto III di Namur, presso il castello di Ermanno a Dalhem (contea di Limburgo).
Sua moglie, ora vedova, sposò Enrico II di Laach, conte di Mayfeldgau, che divenne il primo conte palatino del Reno tra il 1085 e il 1087.